# Кенан Хаджич
Кенан Хаджич (хорв. Kenan Hadžić; нар. 22 травня 1995, Пула, Хорватія) — хорватський футболіст боснякського походження, воротар сараєвського «Желєзнічара».

## Життєпис
Хаджич розпочинав свою футбольну кар'єру в місцевому клубі «Воднян», але в 2006 році вперше переїхав до молодіжної академії «Істри 1961». На початку 2013 року підписав свій перший професіональний контракт з «Істрою», але одразу ж після цього відправився в оренду до «Ровині», де періодично грав у третьоліговій першій команді клубу та друголіговій команді U-19.
Влітку 2013 року повернувся до «Істри». Дебютував у першій команді клубу 31 серпня 2013 року в програному (1:3) виїзному поєдинку проти загребського «Динамо». Проте вже наступного сезону знову був відданий в оренду до «Ровині». У сезоні 2014/15 років був капітаном резервної команди «Істри 1961».
8 вересня 2017 року відзначився дебютним у кар'єрі голом у воротах «Славен Белупо», цей м'яч приніс «Істрі» першу перемогу в сезоні (1:0).

## Досягнення
«Желєзнічар»
- Кубок Боснії і Герцеговини
  -  Володар (1): 2017/18